# Kraftwerk Ras Laffan B
Das Kraftwerk Ras Laffan B ist ein Gaskraftwerk in Katar, das am Persischen Golf in der Industriestadt Ras Laffan, Gemeinde al-Chaur gelegen ist. Einen halben Kilometer westlich des Kraftwerks Ras Laffan B befindet sich das Kraftwerk Ras Laffan C.
Mit einer installierten Leistung von 1.025 MW liegt Ras Laffan B an dritter Stelle der leistungsstärksten Kraftwerke in Katar, nach Ras Laffan C (2.730 MW) und Mesaieed (2.007 MW). Es dient zur Abdeckung der Grundlast.
Ras Laffan B ist auch eine der größten Anlagen zur Meerwasserentsalzung in Katar. Sie kann täglich 275.000 m³ Trinkwasser liefern.
Die Errichtungskosten für das Kraftwerk und die Meerwasserentsalzungsanlage betrugen 900 Mio. Dollar. Nachdem im September 2004 der Auftrag vergeben wurde, begann der Bau des Kraftwerks im September 2005, die offizielle Einweihung der gesamten Anlage war im März 2008.

## Kraftwerksblöcke
Das Kraftwerk besteht aus insgesamt fünf Blöcken unterschiedlicher Leistung, die in den Jahren 2007 und 2008 in Betrieb gingen. Ras Laffan B ist ein Gas-und-Dampf-Kombikraftwerk. Die Turbinen und Generatoren wurden von Siemens geliefert, die Dampfkessel von Doosan. Die ersten drei Blöcke sind Gasturbinen, die 220 MW Blöcke Dampfturbinen. Die folgende Tabelle gibt einen Überblick:
| Block | Max. Leistung (MW) | Betriebsbeginn | Turbine | Generator | Dampfkessel |
| ----- | ------------------ | -------------- | ------- | --------- | ----------- |
| 1     | 195                | 2007           | Siemens | Siemens   | Doosan      |
| 2     | 195                | 2007           | Siemens | Siemens   | Doosan      |
| 3     | 195                | 2007           | Siemens | Siemens   | Doosan      |
| 4     | 220                | 2008           | Siemens | Siemens   |             |
| 5     | 220                | 2008           | Siemens | Siemens   |             |

## Anlagen zur Meerwasserentsalzung
Dem Kraftwerk angeschlossen sind vier Anlagen zur Meerwasserentsalzung, die von Doosan geliefert wurden. Zusammen entsalzen sie täglich 275.000 m³ Trinkwasser. Das Kraftwerk versorgt die Entsalzungsanlagen mit dem nötigen Dampf für den Entsalzungsprozess (Multi-Effekt-Destillation bzw. Mehrstufige Entspannungsverdampfung: siehe Meerwasserentsalzung).

## Eigentümer
Eigentümer und Betreiber des Kraftwerks ist Qatar Power Company (QPC), eine für dieses Projekt gegründete Gesellschaft. Die Anteile an QPC werden zu 55 % durch Qatar Electricity & Water Company, zu 40 % durch GDF Suez Energy International und zu 5 % durch Chubu Electric Power gehalten.

## Sonstiges
Die Qatar General Electricity & Water Corporation (KAHRAMAA) hat sich vertraglich durch ein Power and Water Purchase Agreement (PWPA) verpflichtet, sowohl den im Kraftwerk produzierten Strom als auch das Wasser für die nächsten 25 Jahre abzunehmen.